# El secreto del río
El secreto del río (litt. Le Secret de la rivière) est une série dramatique mexicaine créée par Alberto Barrera.
La série est sortie mondialement sur Netflix le 9 octobre 2024.

## Synopsis
Lorsque Manuel, un enfant nouvellement arrivé dans un petit village mexicain, situé dans l'isthme de Tehuantepec, se lie d'amitié avec Erik, un garçon local, une amitié extraordinaire se développe entre les deux. Un sombre secret de l'enfance et un traumatisme ont toujours lié leur destin. Vingt ans plus tard, Manuel, devenue la belle Sicarú, revient, et le passé menace de les rattraper.

## Distribution
| Rôle                    | Acteur                  |
| ----------------------- | ----------------------- |
| Sicarú                  | Trinidad González (es)  |
| Sicarú / Manuel (jeune) | Frida Sofía Cruz        |
| Erik                    | Diego Calva             |
| Erik (jeune)            | Mauro Guzmán            |
| Paulina                 | Yoshira Escárrega       |
| Paulina (jeune)         | Lisa Rivas Avalos       |
| Braulio                 | Jero Medina             |
| Braulio (jeune)         | Jorge Briseño           |
| Rafaela                 | Mercedes Hernández      |
| Luisa                   | Iazua Larios            |
| Ámbar                   | Nova Coronel            |
| Solange                 | La Bruja de Texcoco     |
| Jacinto                 | Jorge A. Jiménez        |
| Ana                     | Teté Espinoza           |
| Orlando                 | Humberto Busto          |
| Sergio                  | Fernando Cuautle        |
| Carmen                  | Vicky Araico            |
| Vincente                | Alejandro Monteros      |
| Doña María              | Norma Márquez           |
| Pedro                   | Pedro Hernández         |
| Adrián                  | Romanni Villicaña       |
| Marina                  | Lady Kero               |
| Doris                   | Lú Lopra                |
| Felipe                  | David Montalvo          |
| Gutiérrez               | Carlos Patrick Casanova |
| Alejandro               | Saak                    |
| Silvia                  | Giselle Kuri            |
| Camila                  | Gabriela Cartol         |
| Emiliano / Emi          | Kaarlo Isaac            |

## Liste des épisodes
| Nr. | Titre original et français                          | Réalisation       | Scénario        |  |
| --- | --------------------------------------------------- | ----------------- | --------------- |  |
| 1   | El secreto (Le Secret)                              | Ernesto Contreras | Alberto Barrera |  |
| 2   | No se lo digas a nadie (N'en parle à personne)      | Ernesto Contreras | Alberto Barrera |  |
| 3   | A veces las mentiras son buenas (Le Mensonge vital) | Alba Gil          | Alberto Barrera |  |
| 4   | Para siempre juntos (Ensemble, toujours)            | Alba Gil          | Alberto Barrera |  |
| 5   | Sicarú (Sicarú)                                     | Ernesto Contreras | Alberto Barrera |  |
| 6   | La encrucijada (Dilemme)                            | Alejandro Zuno    | Alberto Barrera |  |
| 7   | El reencuentro (Ensemble, à nouveau)                | Alejandro Zuno    | Alberto Barrera |  |
| 8   | Mil amores (Mille nuances d'amour)                  | Ernesto Contreras | Alberto Barrera |  |
|     |                                                     |                   |                 |  |